# بات غراي
بات غراي (بالإنجليزية: Pat Gray)‏ هو مقدم برامج إذاعية أمريكي، ولد في 21 نوفمبر 1962.